# Veitsberg (Kärnten)
Der Veitsberg (1160 m) ist ein Berg in Kärnten. Er liegt in den Wimitzer Bergen, zwischen den Orten Liemberg und Sankt Urban, auf halber Strecke zwischen Sankt Veit an der Glan und Feldkirchen. Genau genommen ist der Veitsberg ein Nebengipfel des Gößebergs, dessen höchste Erhebung (1171 m) etwa 1 km nordwestlich des Veitsbergs liegt, doch werden die Namen Veitsberg und Gößeberg nicht selten auch synonym verwendet.
Auf der Spitze des Veitsbergs befindet sich eine Kapelle mit hölzernem Tonnengewölbe, die bereits 1580 urkundlich erwähnt wurde. Funde aus der Römerzeit – z. B. ein dem Gott Mithras zugeschriebenes Heiligtum bei St. Urban – lassen jedoch auf eine eventuell schon frühere Verwendung als Kultstätte schließen. Die kleine Kirche wurde nach einem Brand im Jahr 1950 neu erbaut, die Statue des heiligen Veit, nach dem der Berg benannt ist, fehlt jedoch.
Der Veitsberg ist der dritte und höchste Berg beim Vierbergelauf, dabei soll die Kirche dreimal im Uhrzeigersinn umrundet und danach deren Glocke geläutet werden, damit ein Wunsch in Erfüllung geht.
Nach Norden hin fallen Veitsberg und Gößeberg sanft zum Freundsamer Moos ab, nach Süden hin fällt der Veitsberg steil zum Tal des Liembergbachs ab. Am östlichen Hang des Veitsbergs steht die Burgruine Liemberg, die im Jahr 1167 erstmals urkundlich erwähnt wurde und seit zumindest 1688 verlassen ist. Am östlichen Fuße des Berges befindet sich Schloss Liemberg aus dem 16. Jahrhundert.

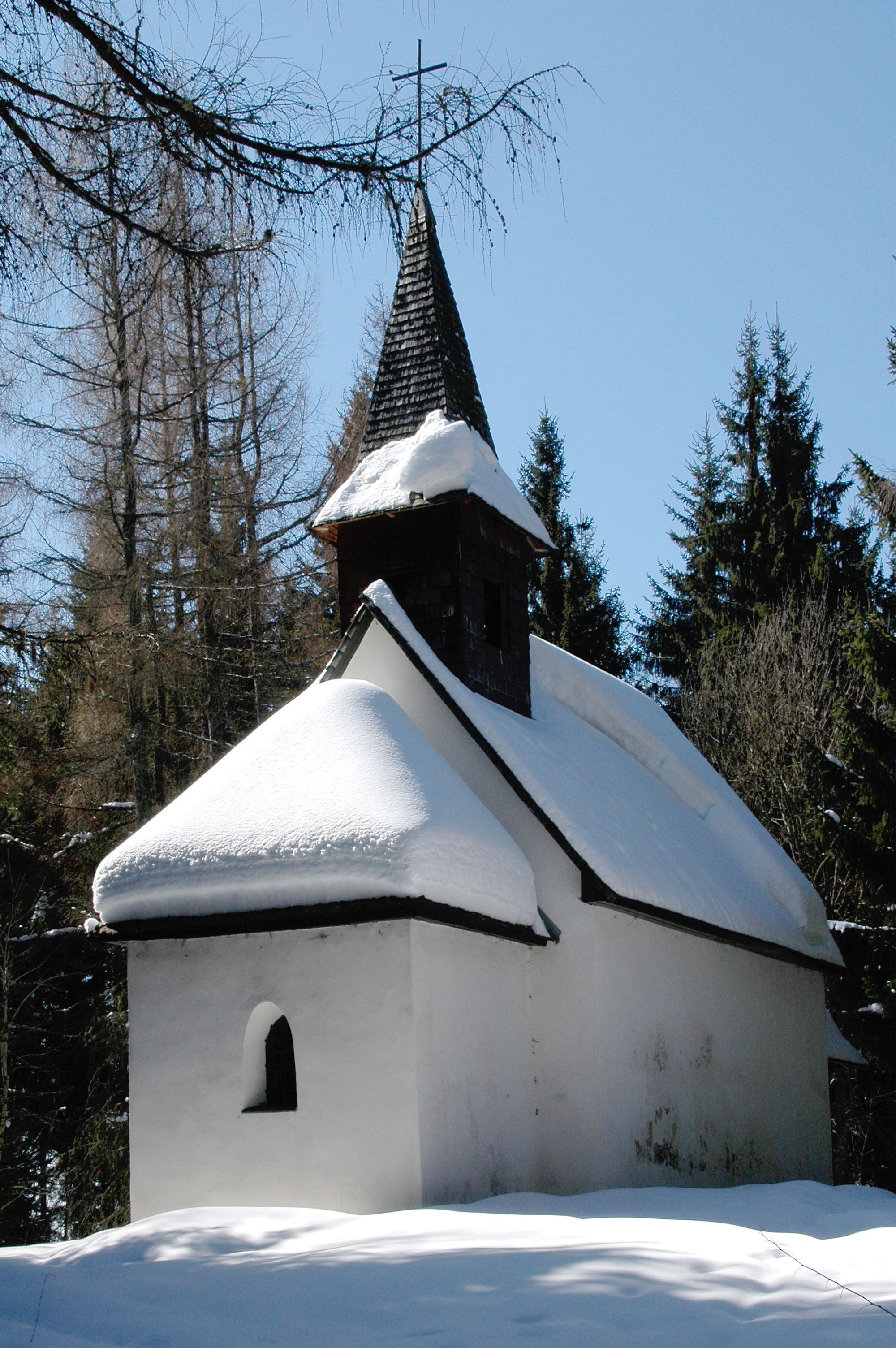
Kirche (Ostansicht)
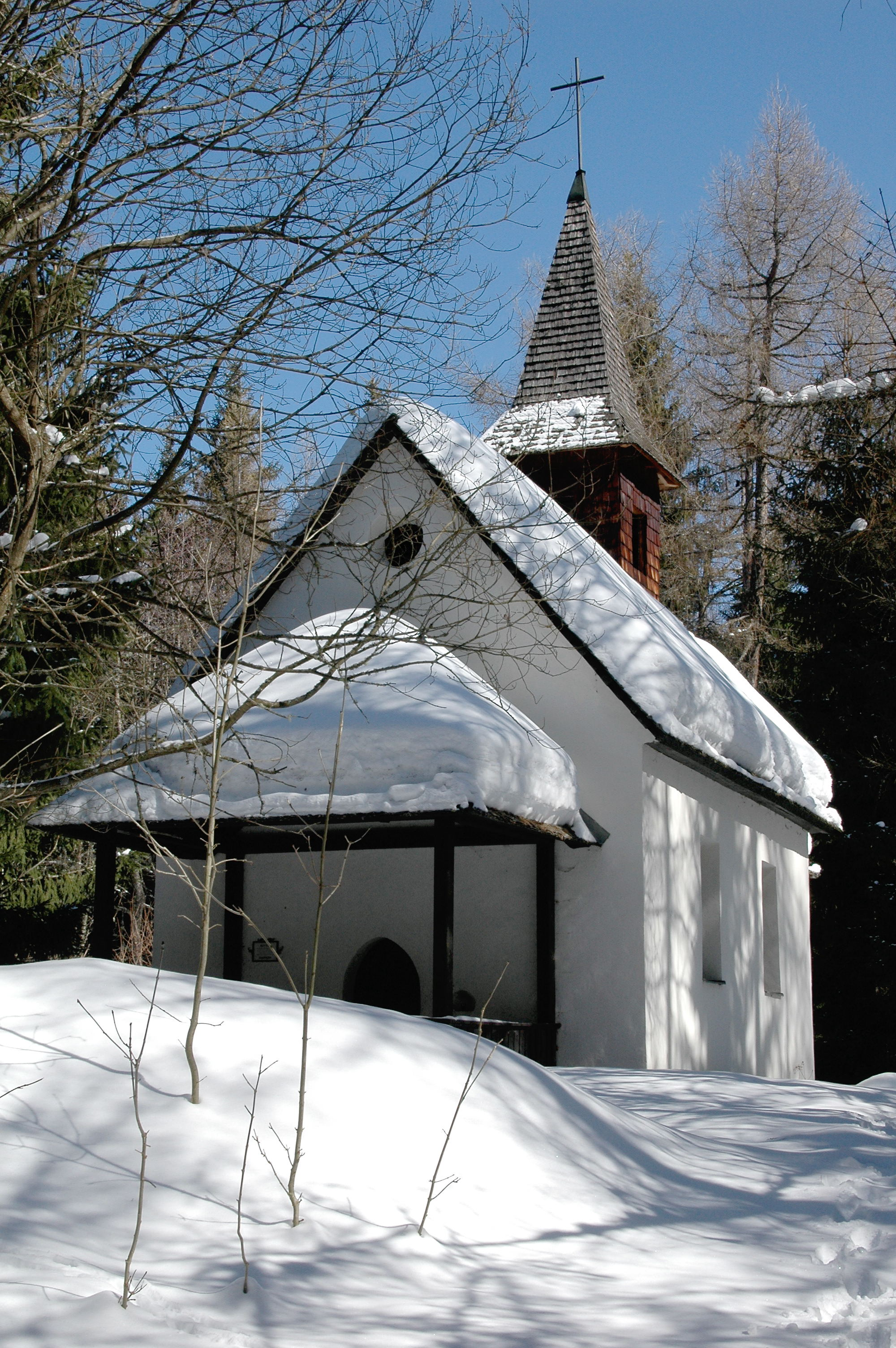
Kirche (Westansicht)